# 14.º Ejército (Alemania)
El 14.º Ejército alemán (en alemán 14. Armee) fue una unidad militar alemana, con nivel orgánico de ejército, que estuvo activa durante la Segunda Guerra Mundial en la Wehrmacht del Tercer Reich, participando en la campaña de Polonia y en la campaña de Italia.

## Historia
El 14.º Ejército fue creado el 1 de agosto de 1939, con vistas a su participación en la invasión de Polonia, lo que supuso el inicio de la Segunda Guerra Mundial. Fue puesto bajo el mando del general Wilhelm List, que mandaría el 14.º Ejército a lo largo de toda la campaña.

### Invasión de Polonia
Para la invasión de Polonia el 1 de septiembre de 1939, el XIV Ejército quedó integrado en el Grupo de Ejércitos Sur del general Fedor von Bock, incluyendo el siguiente orden de batalla:
- 14.º Ejército: general Wilhelm List.
  - XXII Cuerpo de Ejército: General der Kavallerie Ewald von Kleist.
    - 1.ª División de Montaña: general Ludwig Kübler.
    - 2.ª División de Montaña: General V. Fuerstein.

  - VIII Cuerpo de Ejército: General der Infanterie Ernst Busch.
    - 8.ª División de Infantería: General der Kavallerie Rudolf Koch-Erpach.
    - 28.ª División de Infantería: Mayor General Hans von Obstfelder.
    - 5.ª División Panzer: Generalleutnant Heinrich von Vietinghoff.

  - XVII Cuerpo de Ejército: General der Infanterie Werner Kienitz.
    - 44.ª División de Infantería Teniente General A. Schubert.
    - 44.ª División de Infantería: Teniente General Friedrich Materna.
    - 7.ª División de Infantería: General E. Ott.

  - XVIII Cuerpo de Ejército: General der Infanterie Baier.
    - 2.ª División Panzer: Generalleutnant Rudolf Veiel.
    - 4.ª División Ligera: Mayor General Alfred von Hubicki.
    - 3.ª División de Montaña: Mayor Generalmajor Eduard Dietl.

El 14.º Ejército ocupaba al punto más oriental del despliegue de la Wehrmacht, atacando desde Silesia y el territorio de la aliada Eslovaquia. Su primer objetivo era la ciudad de Cracovia, para luego avanzar por el valle del Vístula hacia Varsovia, la capital polaca.
El 14.º Ejército fue disuelto el 13 de octubre de 1939, tras la rendición de Polonia.

### Campaña de Italia
El 14.º Ejército fue reactivado para la defensa de Italia en 1943, combatiendo contra los Aliados en la campaña de Italia antes de su rendición final en las cercanías de los Alpes el 2 de mayo de 1945. Se enfrentó allí al 8.º Ejército británico y al 5.º Ejército estadounidense, con los que mantuvo enconadas luchas, como la batalla de Montecassino o la Línea Gótica, en una acción para retrasar el avance de los Aliados hacia Austria a través de la frontera con Italia.

## Comandantes
| N.º | Retrato | Comandante                                                            | Desde                   | Hasta                   |
| --- | ------- | --------------------------------------------------------------------- | ----------------------- | ----------------------- |
| 1   |         | Generaloberst Wilhelm List (1880-1971)                                | 1 de agosto de 1939     | 13 de octubre de 1939   |
| 2   |         | Generaloberst Eberhard von Mackensen (1889-1969)                      | 5 de noviembre de 1943  | 4 de junio de 1944      |
| 3   |         | General der Panzertruppe Joachim Lemelsen (1888-1954)                 | 5 de junio de 1944      | 15 de octubre de 1944   |
| 4   |         | General der Panzertruppe Fridolin von Senger und Etterlin (1891-1963) | 15 de octubre de 1944   | 24 de octubre de 1944   |
| 5   |         | General der Artillerie Heinz Ziegler (1894-1972)                      | 24 de octubre de 1944   | 22 de noviembre de 1944 |
| 6   |         | General der Panzertruppe Traugott Herr (1890-1976)                    | 24 de noviembre de 1944 | 16 de diciembre de 1944 |
| 7   |         | General der Infanterie Kurt von Tippelskirch (1891-1957)              | 16 de diciembre de 1944 | 17 de febrero de 1945   |
| 8   |         | General der Panzertruppe Joachim Lemelsen (1888-1954)                 | 17 de febrero de 1945   | 2 de mayo de 1945       |